# Унденхайм
Унденхайм (нем. Undenheim) — община в Германии, в земле Рейнланд-Пфальц. 
Входит в состав района Майнц-Бинген. Подчиняется управлению Нирштайн-Оппенхайм.  Население составляет 2701 человек (на 31 декабря 2010 года). Занимает площадь 9,97 км².

## Города-побратимы
- Блези-Ба, Франция
- Дольче, Италия